# Johann Daniel Taube
Johann Daniel Taube (* 4. März 1725 in Celle; † 8. Dezember 1799 ebenda) war ein deutscher Arzt.

## Familie
Johann Daniel Taube war der Sohn des Celler Arztes Christoph Ernst Taube († 1742) und dessen namentlich nicht bekannter Frau (1689/90–1762). Sein Bruder Friedrich Wilhelm von Taube wurde im Jahr 1723 geboren, die Schwester Sophia Eleonora kam im Jahr 1716, die Schwester Margaretha Johannata drei Jahre später zur Welt. Er selbst heiratete Anna Christina Dorothea Dunckern (1736/37–1789), mit der er vier Söhne und sechs Töchter hatte.

## Leben
Taube studierte Medizin an der Universität Göttingen und promovierte dort 1747 bei Albrecht von Haller mit der Arbeit De sanguinis ad cerebrum tendentis indole zum Dr. med. Danach ging er zurück nach Celle und wohnte dort lebenslang. Von 1751 bis 1778 arbeitete er als Stadtphysikus, anschließend als englischer und braunschweig-lüneburgischer Hof- und Leibarzt. Seinen Posten als Stadtphysikus übernahm der von ihm empfohlene Albrecht Daniel Thaer.
Im Jahr 1748 gründete Taube die Freimaurerloge „Augusta“ mit, die zu den ersten derartigen deutschen Logen gehört. Außerdem gehörte er der Landwirtschaftsgesellschaft Celle an.

## Werke
Im Jahr 1782 veröffentlichte Taube die „Geschichte der Kriebelkrankheit“, mit der er erstmals umfassend die Mutterkornvergiftung beschrieb. In diesem Krankenjournal stellte er den Krankheitsverlauf und Behandlungsprinzipien mit Hilfe vieler Kasuistiken dar. Für bis dahin umstrittenen Krankheitsursachen erarbeitete er somit eine solide empirische Basis.
Neben eher geringfügigen medizinischen Arbeiten beschäftigte sich Taube mit mehreren anderen Fachgebieten. Als Korrespondent Carl von Linnés schrieb er von 1766 bis 1769 die zwei Bände umfassenden „Beiträge zur Naturkunde des Herzogthums Zelle“. Er stellte darin die Landschaft des Herzogtums ausführlich dar und beschrieb dabei, der von Linné erdachten Systematik folgend, Fauna und Flora der Region und ging auf die Besonderheiten von Architektur, Geografie und Geologie ein. Er behandelte die Teerkuhlen am Kuhlenberg und ebensolche in Wietze.
Taube hatte ein Raritätenkabinett mit mehr als 10.000 Exponaten, in dem er Personen aus ganz Europa empfing. Landrat Friedrich Ernst von Bülow kaufte ihm dieses im Jahr 1790 ab und nutzte es als Grundstock des Schulmuseums des Internats der Lüneburger Ritterschaft. Nachdem sich die Ritterschaft aufgelöst hatte, übernahm der Naturwissenschaftliche Verein Lüneburg den Großteil der Bestände, die er 1937 veräußerte. Nach dem Zweiten Weltkrieg erhielt die Sammlung des Lüneburger Johanneums die verbliebenen Mineralien, die später an das Museum für das Fürstentum Lüneburg gingen.